# El Maresme – Fòrum
Maresme | Fòrum – stacja metra w Barcelonie, na linii 4. Stacja została otwarta w 2003.